# Cosmiomorpha squamulosa
Cosmiomorpha squamulosa är en skalbaggsart som beskrevs av Paul Norbert Schürhoff 1933. Cosmiomorpha squamulosa ingår i släktet Cosmiomorpha och familjen Cetoniidae. Inga underarter finns listade i Catalogue of Life.